# Красильников Артем Олегович
Артем Олегович Красильников (нар. 6 квітня 1991 (33 роки) ) — український футболіст, паралімпійський чемпіон. У складі національної збірної забив переможний гол у додатковий час фінального матчу літніх Паралімпійських ігор 2016 року зі збірною Ірану, що закінчівся з рахунком 2:1  .

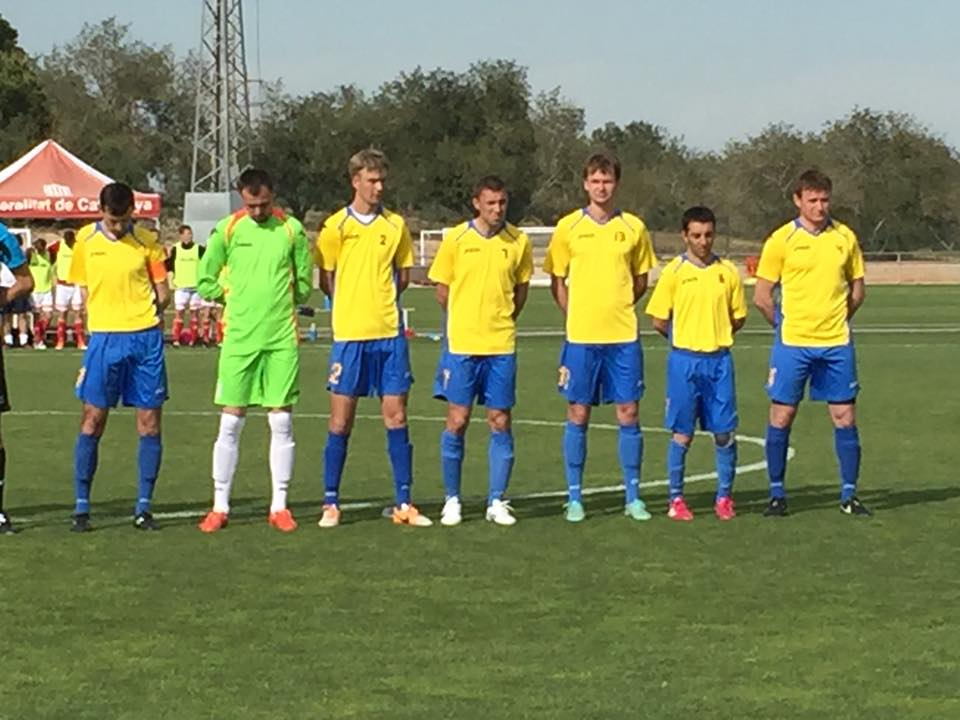
Збірна на препаралімпійському турнірі в Салоу у травні 2016 року: Антонюк, Симашко, Трушев, Романчук, Красильников, Каграманян і Дутко

Майстер спорту України. Займається у секції футболу Дніпропетровського регіонального центру «Інваспорт».
Посів І місце у командному заліку на Кубку світу 2013 та на Чемпіонаті Європи 2014 року. Виборов II місце у командному заліку на Чемпіонаті світу 2015 року.

## Відзнаки та нагороди
- Орден «За заслуги» III ст. (4 жовтня 2016) — За досягнення високих спортивних результатів на XV літніх Паралімпійських іграх 2016 року в місті Ріо-де-Жанейро (Федеративна Республіка Бразилія), виявлені мужність, самовідданість та волю до перемоги, утвердження міжнародного авторитету України[3]